# Antarktozaur
Antarktozaur (Antarctosaurus) – rodzaj zauropoda z grupy tytanozaurów.

## Dane
długość: 18-40 m
masa: 20-70 t
czas: 87-70 mln lat temu (kreda późna)
miejsce: Argentyna, Chile, Urugwaj, Brazylia, Indie i Kazachstan

## Opis
Nazwa Antarctosaurus oznacza "południowego jaszczura" i odwołuje się do jego pochodzenia z półkuli południowej.
Ponieważ niegdyś Indie były połączone z południowymi kontynentami, antarktozaur mógł swobodnie wędrować między nimi. Możliwe jest również, że występował w Antarktyce. W pobliżu kości tego zauropoda odkryto jaja, które albo należały do antarktozaura, albo do jakiegoś podobnego tytanozaura. Istnieją spekulacje na temat jego rozmiarów – niektórzy podają, że miał 18 m długości i był średniej wielkości tytanozaurem, a inni, że należał do największych dinozaurów i miał aż ok. 40m długości przy wadze 90-100 ton. Nie wiadomo, do jakiej rodziny należał. Możliwe, że do Titanosauridae, albo – tak jak argentynozaur – do Andesauridae. Na grzbiecie tego zauropoda znajdował się prawdopodobnie mały pancerz, złożony z niewielkich wyrostków kostnych, podobnie jak u saltazaura.